# Birigui
Birigui é um município do estado de São Paulo, no Brasil, localizado no noroeste paulista. Sua população conforme o Censo IBGE 2022 era de 118 979 habitantes. O município é formado somente pelo distrito sede, que inclui os povoados de Guatambu e Taquari.

## Topônimo
"Birigui" é um nome de origem tupi e refere-se a um tipo de mosquito comum na região. Provém do vocábulo tupi mberu'wi, que significa "mosca pequena".

## História
Toda a região oeste do atual estado de São Paulo era território tradicional dos índios caingangues até o início do século XX, quando foram construídas estradas de ferro na região ligando o Mato Grosso a São Paulo. A cidade cresceu a partir da Estrada de Ferro Noroeste do Brasil. Foi fundada em 7 de dezembro de 1911 por Nicolau da Silva Nunes.

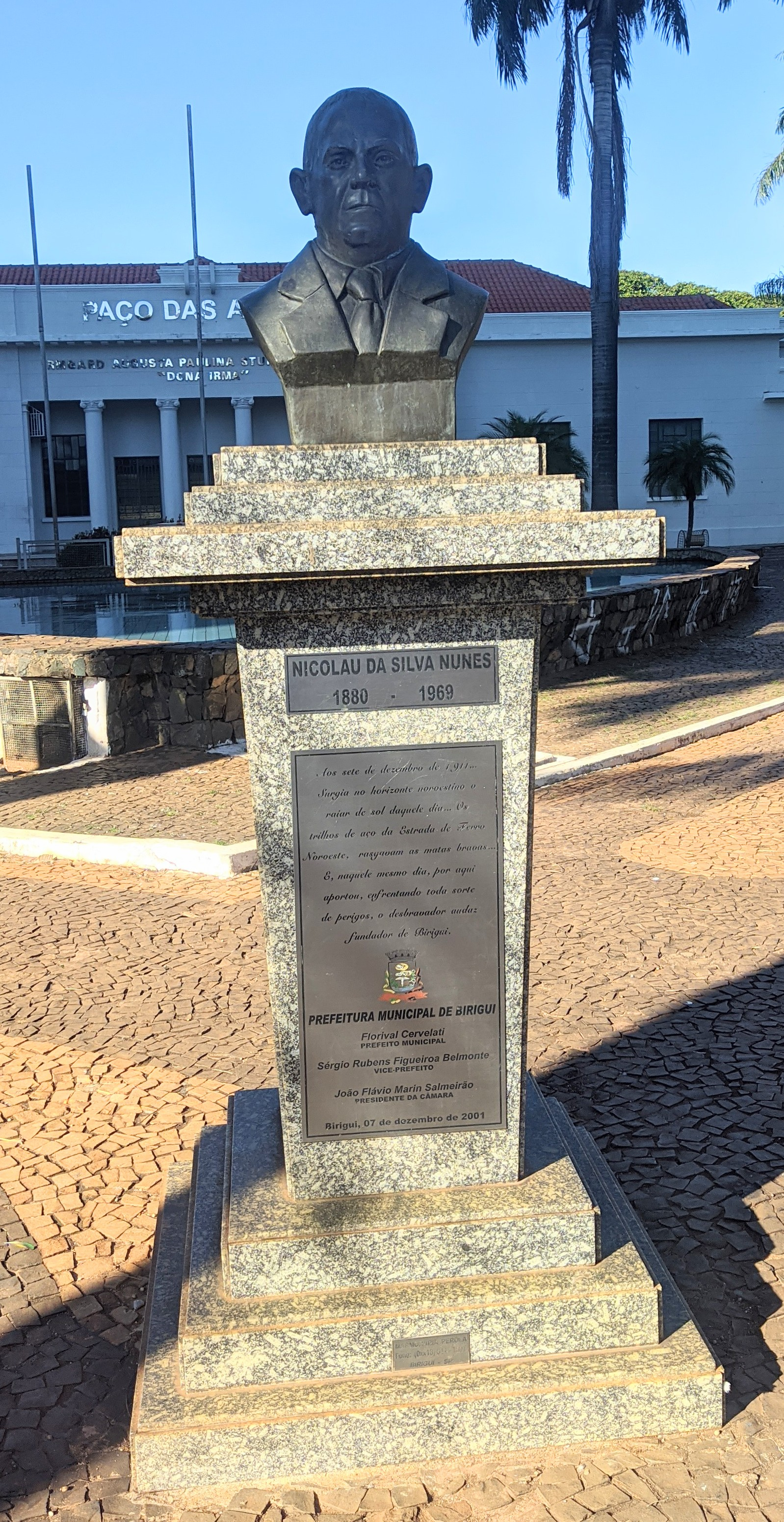
Busto de Nicolau da Silva Nunes.

### Formação territorial-administrativa
Histórico da formação do município:
- Distrito de paz criado no município de Penápolis pela Lei nº 1.426, de 10/11/1914.
- Município criado na comarca de Penápolis pela Lei nº 1.811, de 08/12/1921.

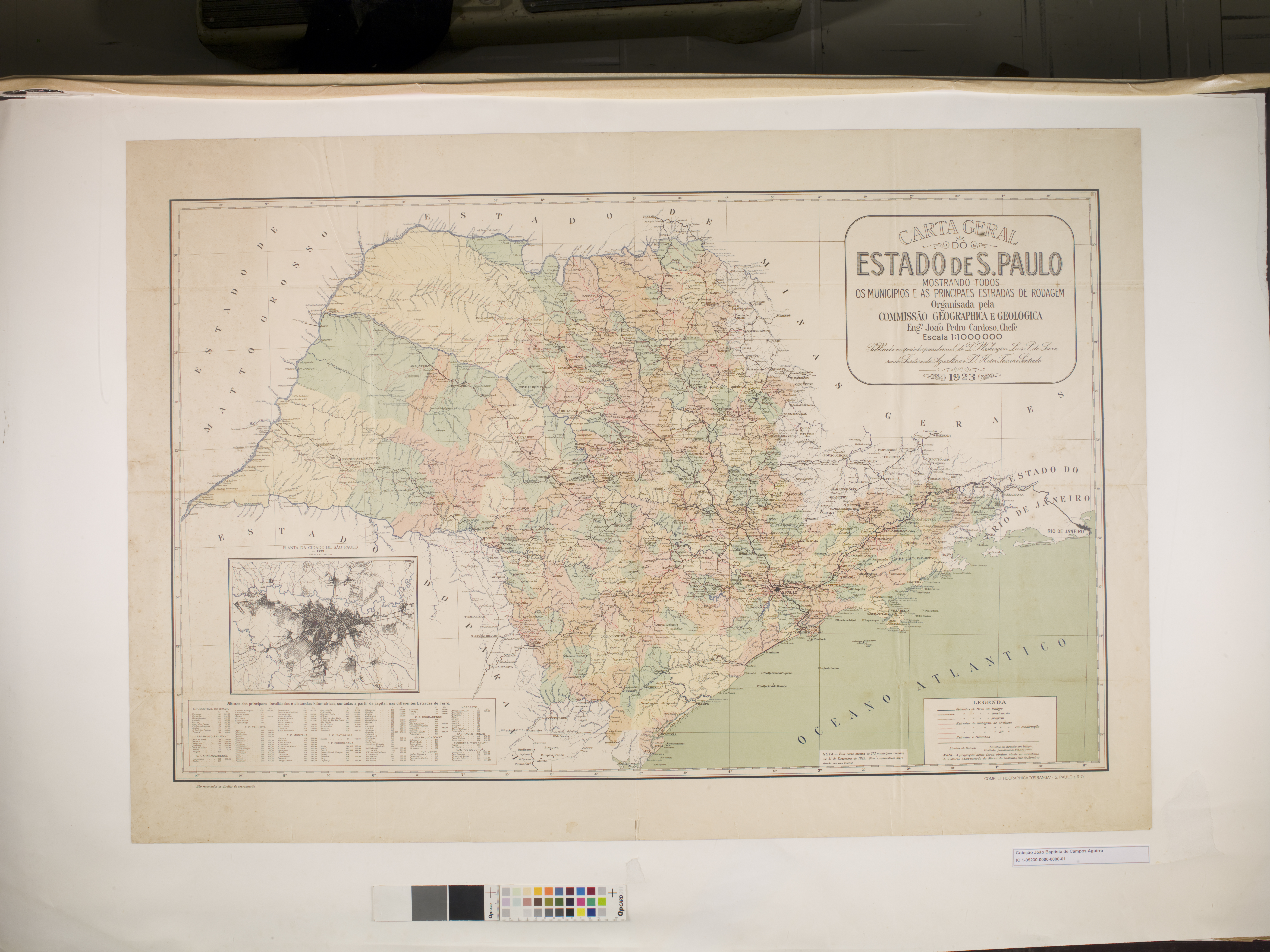
Estado de São Paulo (1923).

## Geografia
Localiza-se a uma latitude 21º17'19" sul e a uma longitude 50º20'24" oeste, estando a uma altitude de 450 metros. Possui uma área de 530,031 km².
- Clima: subtropical úmido, com máximas de 36 graus centígrados e mínimas de zero grau Celsius.
- Precipitação pluviométrica: Chuvas de janeiro a dezembro em torno de 2 300 mm/ano.
- Relevo: Planalto arenítico basáltico, com colinas suavemente onduladas.

### Rodovias
- Rodovia Marechal Rondon (SP-300)
- Rodovia Gabriel Melhado (SP-461)

### Ferrovias
- Linha Tronco da antiga Estrada de Ferro Noroeste do Brasil[13]

## Demografia

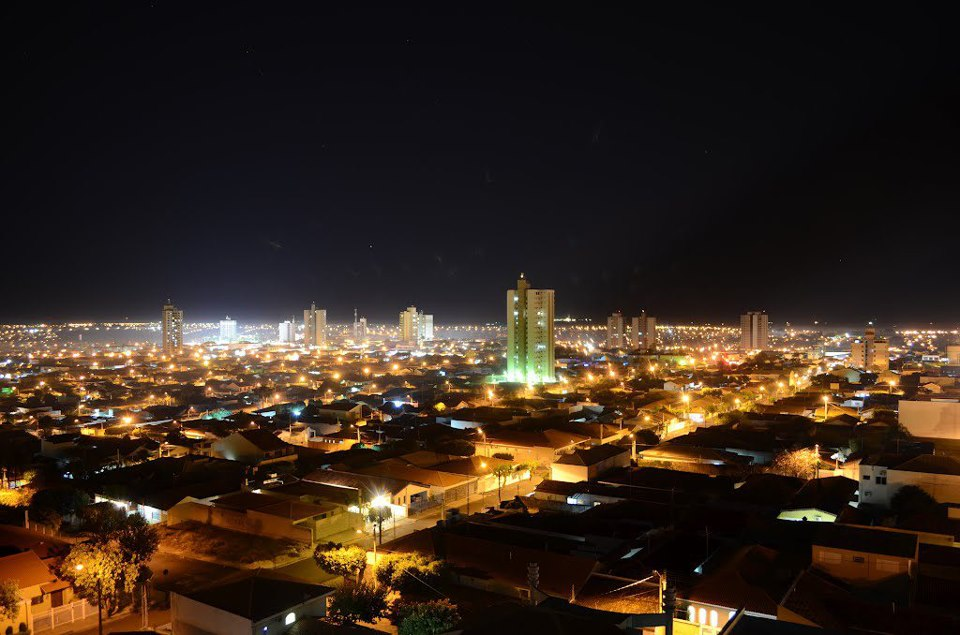
Birigui a noite.

### População
| Crescimento populacional                             | Crescimento populacional | Crescimento populacional | Crescimento populacional |
| Ano                                                  | População Total          |                          | %±                       |
| ---------------------------------------------------- | ------------------------ | ------------------------ | ------------------------ |
| 1925                                                 | 26 220                   |                          | —                        |
| 1929                                                 | 40 401                   |                          | 54,1%                    |
| 1934                                                 | 41 057                   |                          | 1,6%                     |
| 1937                                                 | 43 893                   |                          | 6,9%                     |
| 1940                                                 | 42 912                   |                          | −2,2%                    |
| 1946                                                 | 32 687                   |                          | −23,8%                   |
| 1950                                                 | 31 018                   |                          | −5,1%                    |
| 1958                                                 | 30 088                   |                          | −3,0%                    |
| 1960                                                 | 31 315                   |                          | 4,1%                     |
| 1970                                                 | 34 976                   |                          | 11,7%                    |
| 1980                                                 | 50 893                   |                          | 45,5%                    |
| 1991                                                 | 75 125                   |                          | 47,6%                    |
| 2000                                                 | 94 300                   |                          | 25,5%                    |
| 2010                                                 | 108 728                  |                          | 15,3%                    |
| 2022                                                 | 118 979                  |                          | 9,4%                     |
| Est. 2024                                            | 122 988                  | [ 14 ]                   | 3,4%                     |
| Fontes: Censos Demográficos IBGE e Estimativas SEADE |                          |                          |                          |

### Dados demográficos
Demografia em 2010 (último censo no Brasil)
Densidade demográfica (hab./km²): 204,79
Mortalidade infantil 11,77 óbitos por mil nascidos vivos
Índice de Desenvolvimento Humano (IDH-M): 0,780
(Fonte: IBGE)

### Etnias
| Cor/Etnia | Percentagem |
| --------- | ----------- |
| Branca    | 78,2%       |
| Negra     | 1,8%        |
| Parda     | 18,5%       |
| Asiática  | 1,2%        |
| Indigena  | 0,3%        |

Fonte: Censo 2000

## Economia

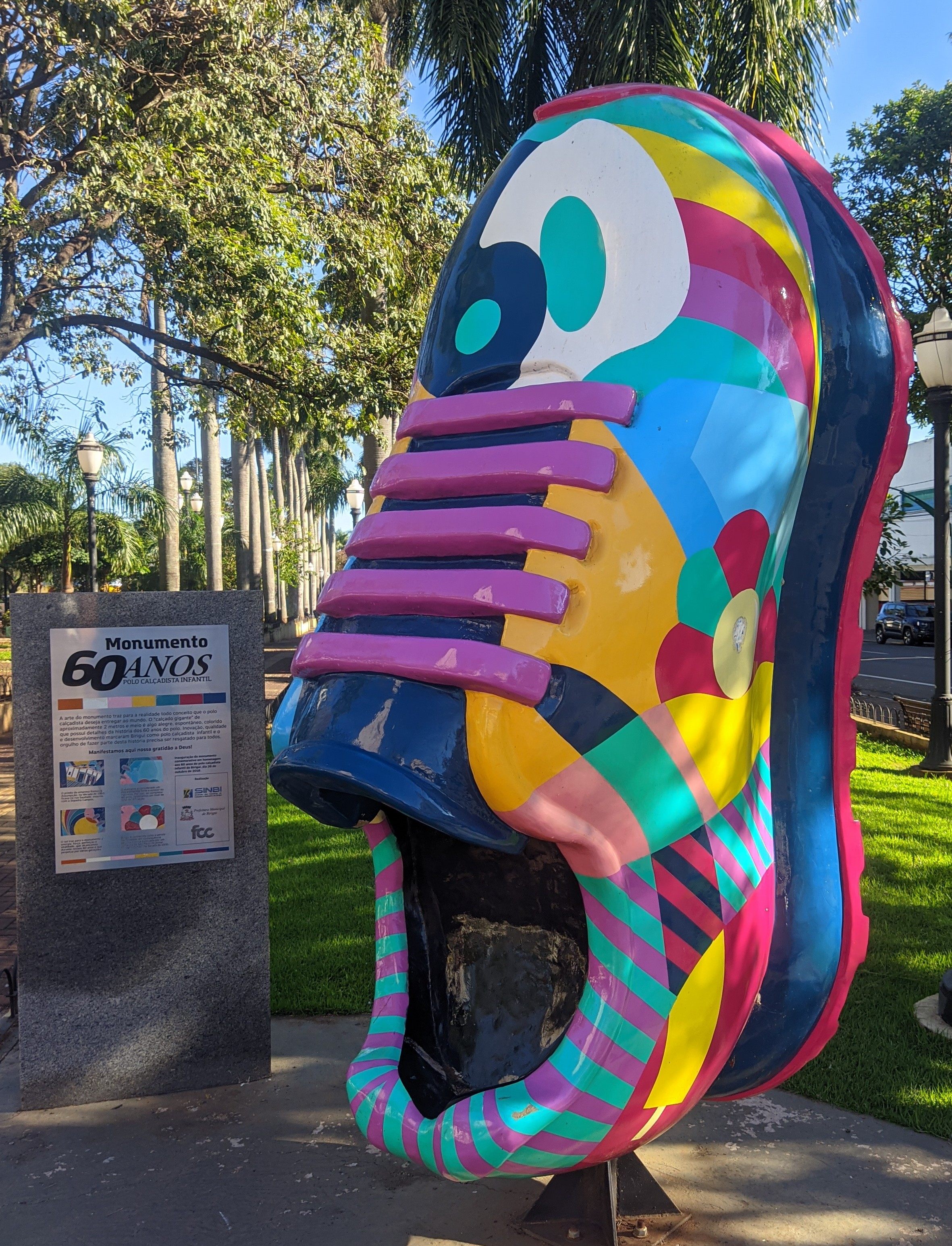
Monumento aos 60 anos de pólo calçadista infantil.

É conhecida como a Capital Latina do Calçado Infantil por ser o maior polo industrial da América Latina especializado neste segmento.
Conta com 459 indústrias de calçados e teve faturamento estimado no ano de 2006 de mais de 800 000 000 de reais, tendo produzido cerca de 57 000 000 de pares. Cerca de 85 por cento de sua produção é direcionada ao público infantil. Do total, 11,7% foram exportados em 2006, atingindo mais de setenta países.
As indústrias de Birigui empregam em torno de 18 000 trabalhadores, mais de sessenta por cento dos empregos oferecidos na cidade.
Outras atividades produtivas da cidade são dos setores moveleiro, metalúrgico, têxtil (confecções), papel (cartonagens), químico e gráfico e atraem mão de obra das cidades vizinhas.
A cultura da cana-de-açúcar também é forte na região, com aumento significativo de atividades no ano de 2007. A intensa concentração de usinas e canaviais na região já indica uma mudança no cenário econômico.

## Infraestrutura

### Comunicações

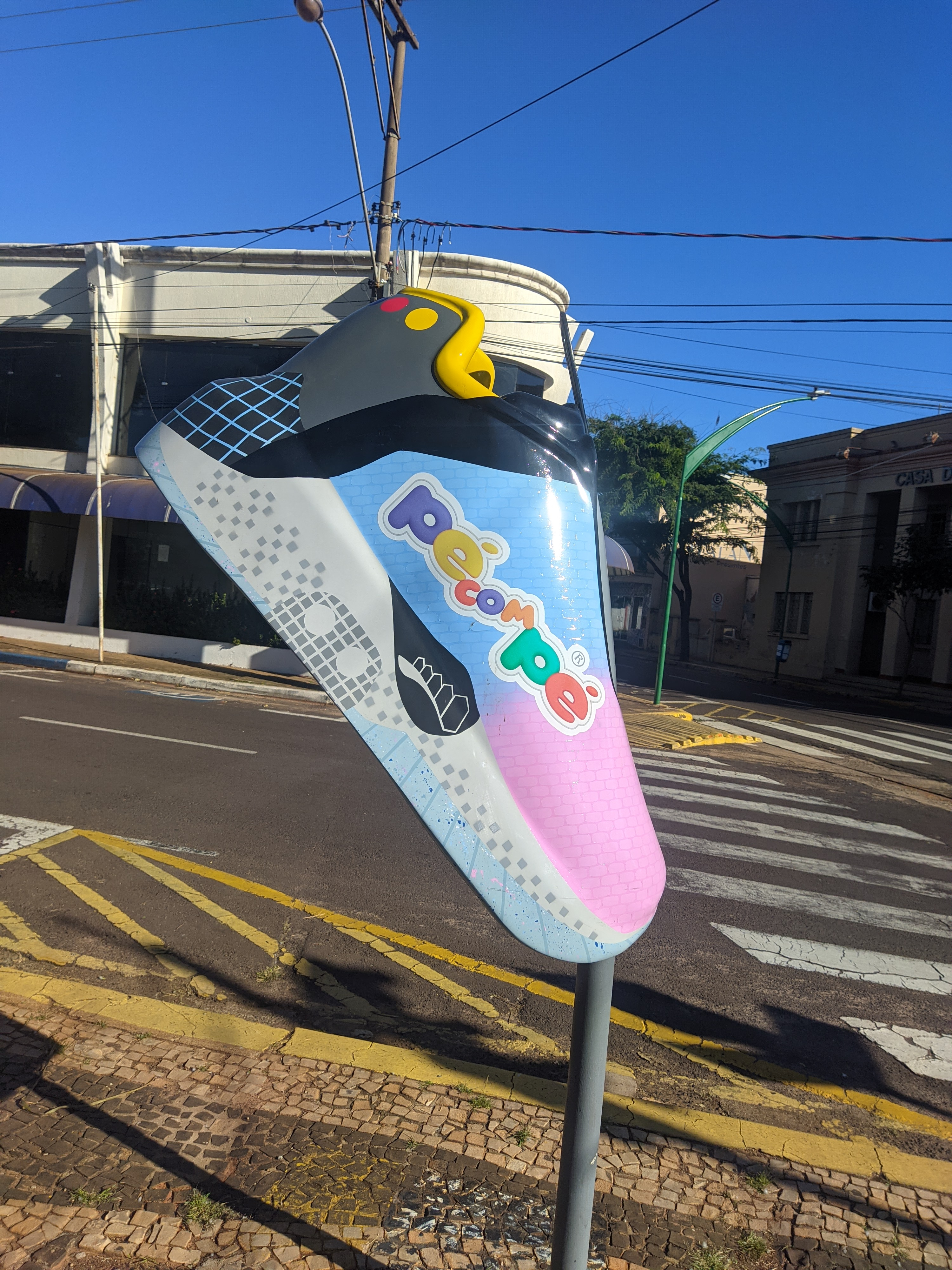
Orelhão em formato de calçado infantil.

O sistema de telefones automáticos foi inaugurado na cidade em 1973 pela Telecomunicações de São Paulo (TELESP), que também implantou o sistema de discagem direta à distância (DDD) em 1978 com o código de área (0186). Anteriormente a cidade era atendida pela Cia. Telefônica Rio Preto, empresa administrada pela Companhia Telefônica Brasileira (CTB).
Na década de 90 o código DDD da cidade foi alterado para (018), para padronização do sistema telefônico com a telefonia celular que estava sendo implantada em todo o estado.

### Saneamento
O serviço de abastecimento de água é feito pela Prefeitura Municipal de Birigui.

### Energia
A concessionária de energia elétrica que atende o município é a CPFL Paulista, distribuidora do grupo CPFL Energia.

## Cultura e lazer

### Esportes

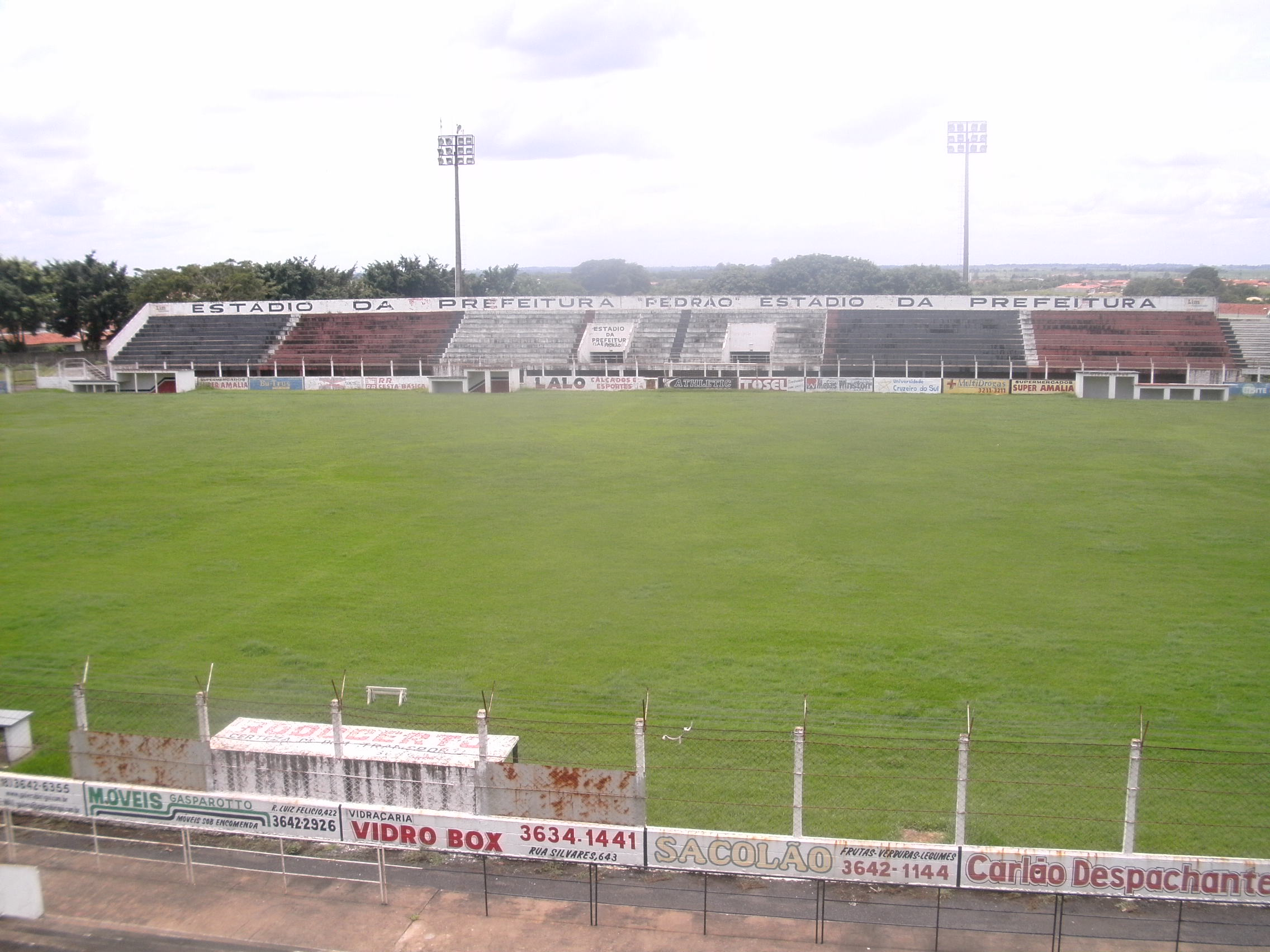
Estádio Municipal Pedro Marin Berbel.

Birigui destaca-se também na prática dos esportes. O futebol e o biribol são os esportes mais populares na cidade. O time de Futebol, o Bandeirante Esporte Clube, foi fundado em 11 de março de 1923 e teve como seu primeiro presidente Pedro Agi. No ano de 1987, o time disputou a primeira divisão do Campeonato Paulista de Futebol.
O biribol nasceu no município, inventado pelo professor Dario Miguel Pedro, seu idealizador e divulgador. Biribol é um esporte aquático, que nasceu do estímulo e motivação nas piscinas. Surgiu como forma alternativa de se usar as piscinas, a prática e aprendizagem da natação. É a mais nova modalidade esportiva do Brasil, "é o único esporte genuinamente brasileiro, nascido e criado dentro de nossas fronteiras". É praticado dentro de uma piscina especial de quatro metros por oito metro por 1,30 metros de profundidade, com rede, bola e postes de sustentação.[carece de fontes?].

## Biriguienses ilustres
- Biografias de Biriguienses

## Religião

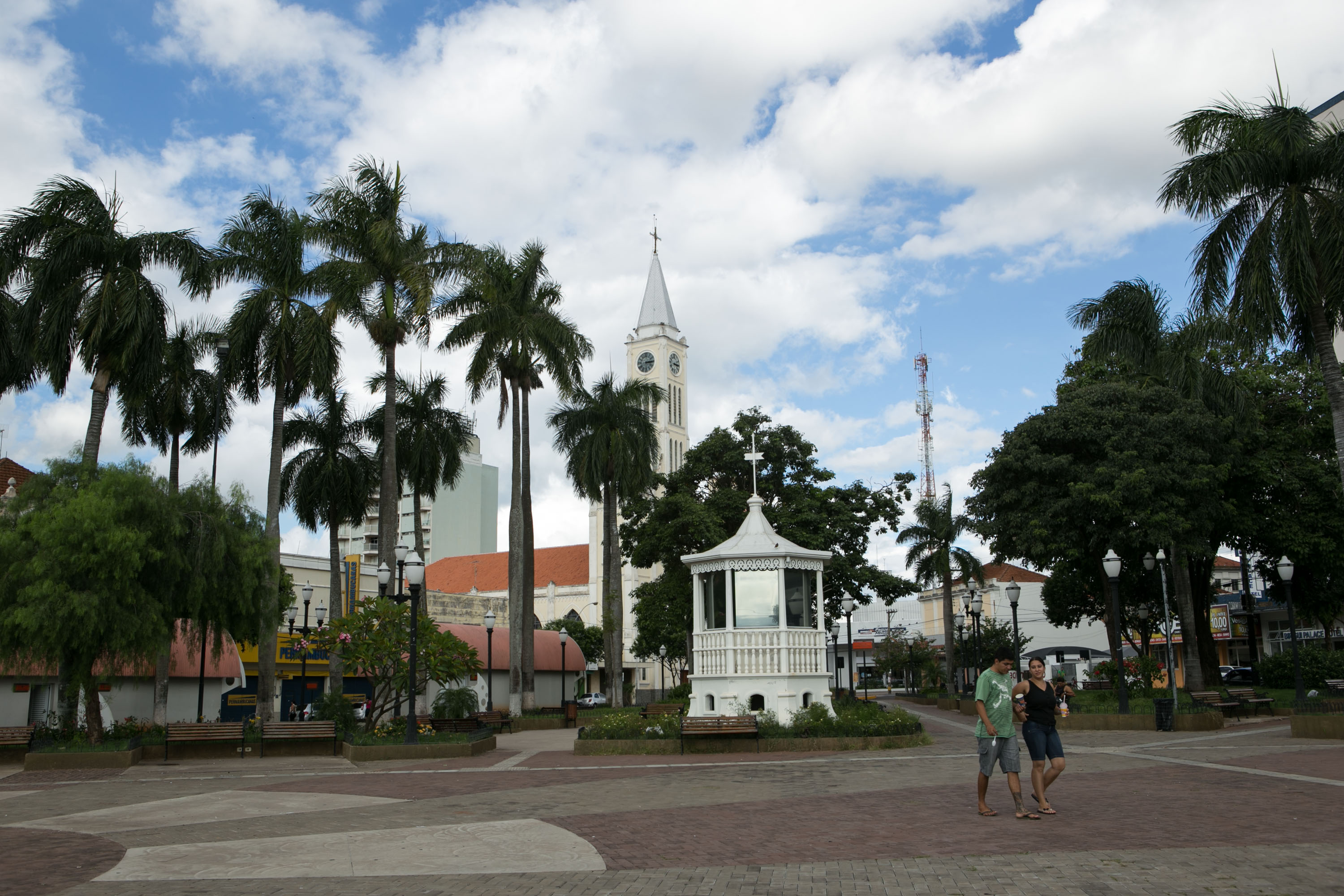
Praça e Igreja Matriz de Birigui.

De acordo com o censo demográfico do Brasil de 2010, pouco mais de 90% da população é adepta do cristianismo. As denominações apontadas na pesquisa amostral foram as seguintes:
- Católica Apostólica Romana - integra a Diocese de Araçatuba[27] - 61,82%
- Evangélica - 23,9%
  - Pentecostal - 16,13%
    - Assembleia de Deus[28][29] - 4,97%
    - Igreja do Evangelho Quadrangular - 3,79%
    - Congregação Cristã no Brasil[30] - 2,36%
    - Igreja Universal do Reino de Deus - 0,95%

  - Missionária
    - Batista - 1,1%
    - Metodista - 0,8%

  - Não determinada - 5,49%
- Outras religiosidades cristãs (incluída a católica apostólica brasileira e católica apostólica ortodoxa) - 0,85%
- Espírita - 3,62%
- Testemunhas de Jeová - 1,8%
- Igreja de Jesus Cristo dos Santos dos Últimos Dias - 0,34%
- Religiosidade não determinada ou mal definida - 1,91%
- Sem religião - 5,3%
  - Ateu - 0,58%
  - Agnóstico - 0,13%
  - Sem religião - 4,59%